# Franciszka Lipska
Franciszka Lipska, de domo Rzepkiewicz (ur. 27 grudnia 1864 w Wodzisławiu, powiat jędrzejowski, zm. w marcu 1944) – polska działaczka ruchu robotniczego.

## Życiorys
Była córką Szymona Rzepkiewicza i Salomei z Woźniakiewiczów. Wyszła za mąż za górnika kopalni „Paryż” w Dąbrowie Górniczej Teodora Lipskiego, mieli siedmioro dzieci – córkę Walentynę i synów Ludwika, Leona i Antoniego (wszystkich aktywnych w ruchu komunistycznym), troje dzieci zmarło w dzieciństwie. Owdowiała w 1904 (mąż zmarł krótko po wypadku w kopalni, w którym stracił nogę).
Za sprawą brata Jana Rzepkiewicza (tokarza z „Paryża”) zaangażowała się w działalność socjalistyczną. Jej dom w Dąbrowie Górniczej stał się miejscem spotkań członków PPS, potem PPS-Frakcji Rewolucyjnej (sama Lipska do partii nie należała).
W okresie międzywojennym wspierała synów w działalności komunistycznej, organizowała pomoc dla więźniów politycznych i ich rodzin (m.in. zabiegała o właściwą pomoc prawną). W 1928 bez powodzenia ubiegała się o miejsce w Senacie jako kandydatka Jedności Robotniczo-Chłopskiej, została natomiast wybrana w 1934 do Rady Miejskiej Dąbrowy Górniczej.
Ulica Hieronimska w Dąbrowie Górniczej, przy której mieszkała, nosiła po II wojnie światowej jej imię.